# Angloafrikanci
Angloafrikanci je naziv koji se koristi za potomke britanskih naseljenika na područjima koja danas sačinjavaju Južnu Afriku, Namibiju, Zimbabve i Zambiju. Pojam uključuje i potomke drugih europskih naseljenika koji koriste engleski u svakodnevnom govoru.
U Južnoj Africi Angloafrikanci, za razliku od Afrikanera, nikada nisu razvili snažnu nacionalnu svijest niti su se profilirali u političku snagu. S druge strane, od Afrikanera su se bitno razlikovali po bitno liberalnijim političkim, vjerskim i društvenim shvaćanjima, većoj snošljivosti prema crnačkom i drugom ne bjelačkom stanovništvu te mnogo manjem entuzijazmu za režim apartheida.